# Fiducia IT

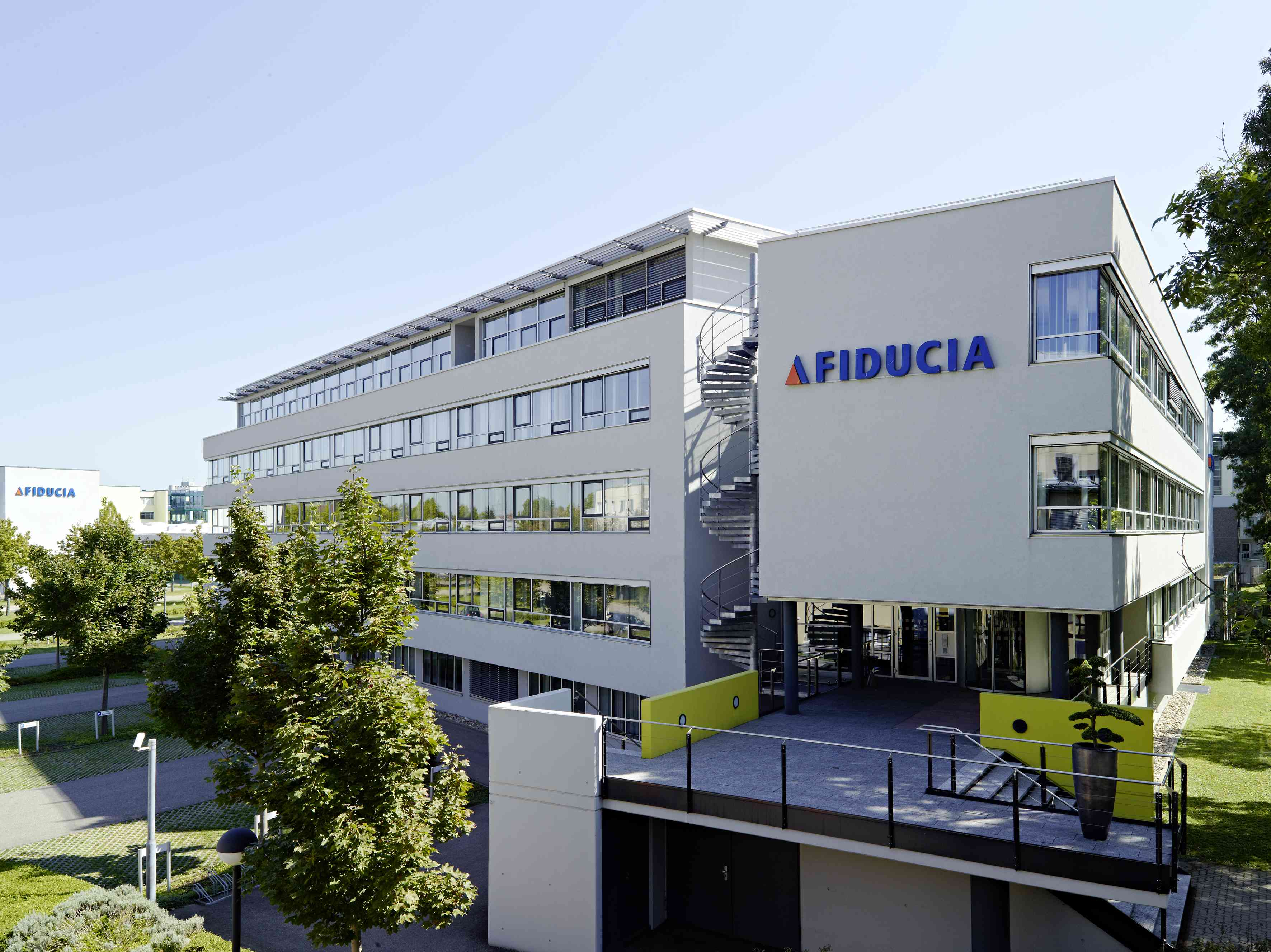
Sitz in Karlsruhe

Die Fiducia IT AG  war bis zum Zusammenschluss mit der GAD eG zur Fiducia & GAD IT AG am 1. Juli 2015 ein deutscher IT-Dienstleister mit Sitz in Karlsruhe. Das Unternehmen war der größte Anbieter seiner Art in der genossenschaftlichen Finanzgruppe. Das Kerngeschäft der Fiducia-Gruppe waren IT-Dienstleistungen für Volksbanken und Raiffeisenbanken. Zu den Kunden gehörten jedoch auch öffentliche Institutionen und freie Unternehmen.
Die Fiducia-Gruppe erwirtschaftete im Geschäftsjahr 2013 einen Umsatz von 720,2 Millionen Euro und betrieb das Banksystem agree für knapp 750 Banken.
Der Hauptsitz war in Karlsruhe. Außerdem besaß sie noch eine Niederlassung in Aschheim bei München und ein Druckzentrum in Berlin.
Nach Anzahl der Mitarbeiter war die Fiducia nach Siemens und EnBW drittgrößter privatwirtschaftlicher Arbeitgeber in Karlsruhe.
Zu den von ihr entwickelten Standardlösungen gehörte das Kernbankensystem agree, eine mehrmandantenfähige, integrierte Softwarelösung für Geschäftsbanken. agree wird seit dem 25. Juni 2007 von allen von der Fiducia betreuten Volksbanken und Raiffeisenbanken eingesetzt und ist damit ein weit verbreitetes Banksystem.
„Fiducia“ ist lateinisch und bedeutet „Vertrauen“. Zum 1. September 2021 erfolgte die Umbenennung in Atruvia AG.

## Geschichte

### Gründung
Gegründet wurde das Unternehmen im Jahr 1924 unter dem Namen Fiducia Revisions- und Treuhandinstitut AG in Karlsruhe. Im Jahr 1958 entstand bei den betreuten Banken die Idee eines Zusammenschlusses zu einer Buchungsgemeinschaft, die Fiducia übernahm die Organisationsberatung als neues Geschäftsfeld. Während in den darauffolgenden Jahren hauptsächlich Lochkarten eingesetzt wurden, vollzog sich im Laufe der 1960er Jahre allmählich der Übergang zu anderen Medien, wie Journalstreifen, Magnetbändern und Magnetplatten.

### Fiducia Online System
In den 1970er Jahren begann die Fiducia mit der Gründung von Tochtergesellschaften und der Beteiligung an weiteren Unternehmen, um den erweiterten Kundenkreis mit branchenspezifischen Lösungen und Services zu bedienen. Das Fiducia Online System für den Dialogverkehr wurde ins Leben gerufen.

### Bankautomaten im Dialogsystem
Eine Trendwende im Zahlungsverkehr brachte die Automatisierung durch Installation von Bankautomaten im Dialogsystem in den 1980er Jahren. Die Fiducia begann mit der Entwicklung eines eigenen Bankanwendungsverfahrens. Sie fusionierte mit der Genossenschaftlichen Informationszentrale GIZ in Mutterstadt zur Fiducia Informationszentrale AG und gliederte die Buchungsgemeinschaft Saar eG aus Saarbrücken ein.

### AgreeBankarbeitsplatz
Nach weiteren Fusionen mit der GRK Genossenschaftliches Rechenzentrum Kassel GmbH im Jahr 1999 und der RWG Rechenzentrale Württembergischer Genossenschaften GmbH, Stuttgart im Jahr 2001 zur Fiducia AG Karlsruhe/Stuttgart entwickelte die Fiducia gemeinsam mit der rbg Rechenzentrale Bayerischer Genossenschaften eG eine neue Bankanwendung. Diese baute auf dem Vorgängersystem NBS der Fiducia auf und vereinte die vorher von den Fusionspartnern parallel betriebenen Banksysteme Rubin (GRK), GEBOS (RWG) und GENOS (rbg). Daher trug es den Namen agree (englisch für „vereinbaren“) und erschien 2003 erstmals in der Version 1.0. Im gleichen Jahr erfolgt die Fusion mit der rbg zur Fiducia IT AG.

### Weitere Banken
Nachdem sich in den folgenden Jahren neben den Volksbanken und Raiffeisenbanken immer mehr Privatbanken der Fiducia anschlossen, entwickelte sie sich laut Marktforschungsinstitut Gartner im Jahr 2004 zum siebtgrößten IT-Dienstleister in Deutschland. 2006 entschlossen sich die PSD Banken schrittweise bis Juli 2008 die gesamte Datenverarbeitung nicht mehr durch die Sparda Datenverarbeitung (SDV), sondern über die Fiducia abzuwickeln und auf agree zu migrieren. Im gleichen Jahr führte die Fiducia das mobileTAN-Verfahren (mTAN) ein. Die Standorte Kassel, Erfurt, Saarbrücken, Nürnberg und Stuttgart wurden geschlossen.

### Abschluss der Migrationen
Seit dem 25. Juni 2007 arbeiteten alle von der Fiducia IT AG betreuten Volksbanken und Raiffeisenbanken mit dem einheitlichen Banksystem agree. Zum 25. August nahm die Fiducia einen neu konzipierten IT-Leitstand in Betrieb, der nach eigenen Angaben zu den modernsten Europas gehört und erstmals die Richtlinien BS7799 und ISO17799 vollständig erfüllt. Im September erhielt die Fiducia den Sicherheitspreis des Landes Baden-Württemberg für „herausragende Projekte der betrieblichen Sicherheit“ in Silber. Dieser wurde für die Security-Awareness-Kampagne mit dem Namen „Security Cup 2007“ vergeben. Am 21. Februar 2008 nahm die Fiducia ihr neues Rechenzentrum in Rheinstetten bei Karlsruhe in Betrieb. Zum 17. März 2008 wurde die erste der 15 PSD Banken (PSD Bank Nord eG) erfolgreich auf agree migriert und verwendete das eBanking der Fiducia.

### Fusion mit der GAD eG
Anfang 2006 fanden Sondierungsgespräche mit dem IT-Dienstleister GAD eG über eine mögliche Unternehmenszusammenführung statt, die jedoch scheiterten. Im Januar 2008 wurde ein Zusammenschluss für 2010 in Aussicht gestellt.
Nachdem es massiven Druck seitens der Eigentümer beider Unternehmen gab, da ein Ziel der Fusion die Ersparnis von Kosten ist, wurden im September 2011 erneut Fusionsgespräche aufgenommen. Eine Zustimmung des Bundeskartellamts zu der Fusion wurde Ende Mai 2012 gegeben. Die Fusionsverhandlungen wurden im Juli 2012 wegen Differenzen v. a. bei der Bewertung der Unternehmen wieder abgebrochen.
Seit Ende 2013 gab es erneut Gespräche.
Anfang Oktober 2014 wurde bekannt gegeben, dass sich die Aufsichtsräte der beiden Unternehmen einstimmig für den Zusammenschluss ausgesprochen haben. Am 26. November 2014 stimmte die GAD-Generalversammlung, bestehend aus den Mitgliedsbanken der GAD, mit 94 % für den Zusammenschluss der beiden genossenschaftlichen Rechenzentralen. Am 4. Dezember stimmte die außerordentliche Hauptversammlung der Fiducia mit 100 Prozent für den Zusammenschluss der beiden Häuser. Die Fusion zur Fiducia & GAD IT AG wurde zum 1. Januar 2015 geplant. Rechtskräftig wurde die Fusion mit dem Eintrag ins Handelsregister am 1. Juli 2015.

## Struktur

### Tochtergesellschaften
Zu den Tochtergesellschaften der Fiducia gehörten:
- PERAS GmbH – Dienstleistungen für HR-Services: Entgeltabrechnung, Zeitwirtschaft, Personalmanagement, Archivierung, Personalkostenplanung,  Statistiken und Bescheinigungen
- Technologie Services GmbH (TSG) – Installation/Implementierung, Wartung/Reparatur, Migration/Austausch der Bank-Hardware und Videoüberwachung/Zutrittskontrolle für Bankstellen
- parcIT GmbH – Software zur Ertrags- und Risikosteuerung in Kreditinstituten, Lösungen zum Risikomanagement in Unternehmen. Sitz des Unternehmens ist Köln Mitte[13].

Ehemalige Tochtergesellschaften:
- 2CALL GmbH – wurde 2012 von der Beteiligungsgesellschaft F-Call AG übernommen.

### Beteiligungen
Beteiligungen hielt die Fiducia an folgenden Unternehmen:
- SERVISCOPE AG (ehemals F-Call AG) – Telefonische Services wie Notfall- und Überlaufkonzepte, Übernahme der bankinternen Telefonzentrale, Geschäftsprozesse wie Telefonbanking, Wertpapier- und Legitimationsservices sowie ganzheitliche KundenServiceCenter-Lösungen für den genossenschaftlichen Finanzverbund
- VR Payment GmbH – Kreditkarten-Processing, Debitkarten-Processing, POS-Netzbetrieb, POS-Acquiring
- giropay GmbH – Anbieter des Online-Bezahlverfahrens giropay
- VR FinanzDienstLeistung GmbH – Marktfolgedienstleistungen, Wertpapierservice und Zahlungsverkehr für Banken des genossenschaftlichen Finanzverbundes

## Leistungen

### Banksystem agree

Logo von agree

Das von der Fiducia entwickelte und betreute Banksystem agree ist ein modulares Gesamtbankverfahren auf Basis des ehemaligen Banksystems NBS und entstand im Zuge der Konsolidierung der Vorgängersysteme GEBOS, GENOS und RUBIN. Zur Marke agree zählte die Fiducia nicht nur die Backendsysteme im Rechenzentrum (u. a. Mainframe zSeries auf Basis z/OS) und das Frontendsystem „agree Bankarbeitsplatz“ (agree BAP) auf Java-Web-Start-Technologie, sondern auch andere Dienstleistungen und Softwareprodukte. Dazu gehören zusätzliche Anwendungsprogramme wie beispielsweise COSMOS, agree Analysen und VR-Control.
Seit Juni 2010 war auch eine kostenlose iPhone App in Apples App Store der Fiducia IT AG zu finden, mit der es möglich ist, eigene Umsätze aufzulisten, Überweisungen zu tätigen und seine Depotwerte zu betrachten.

### Rechenzentrum
Die Fiducia betrieb im Raum Karlsruhe zwei aktive und vollständig redundante Rechenzentren mit insgesamt über 8.700 Unix-Servern.
Die Rechenzentren sind jeweils mit einer Netzersatzanlage ausgestattet und laufen vollständig autark.
Ein besonders gegen Ausfälle und Anschläge geschütztes Hochsicherheits-Rechenzentrum mit hohem Automatisierungsgrad wurde 2008 in Rheinstetten (Lkr. Karlsruhe) in Betrieb genommen. Dieses neue Rechenzentrum umfasst rund 6.720 Quadratmeter Nutzfläche für IT-Technik. In einer ersten Ausbaustufe wurden etwa 60 % davon belegt. Das Rechenzentrum liegt rund 10 km vom Backup-Rechenzentrum entfernt.

### MPLS-Netz
(Stand 2013)
Die Fiducia betrieb nach eigenen Angaben eines der weltweit größten MPLS-Netze zur Kommunikation mit den dezentralen Systemen ihrer Partnerbanken:
| Übertragungsgeschwindigkeiten | 128 kbit/s bis 2 Gbit/s                                        |
| Netzwerk-Komponenten          | 8.000 Anschlüsse, 7.200 Switches                               |
| Netzwerk-Sicherheit           | 154 Firewalls, 46 Proxys und Virenscanner                      |
| agree Voice (VoIP-Telefonie)  | 15.100 Ports                                                   |
| Internet-Kunden               | Internet- und VPN-Zugänge für etwa 3,8 Millionen Online-Kunden |

### Outsourcing
- Technisches Outsourcing & Rechenzentrumbetrieb: Die Fiducia stellte die Rechenzentruminfrastruktur zur Verfügung und administrierte die Hardware inklusive der systemnahen Software. Ziel war es, dem Kunden die Konzentration auf das Kerngeschäft zu ermöglichen.

- Application Outsourcing: Beim Service-Paket Application Outsourcing betreute das Unternehmen die Standard- und individuellen Anwendungen ihrer Kunden.

- Business Process Outsourcing: Zu den Outsourcing-Services der Fiducia gehörte die Geschäftsprozess-Ausgliederung, das so genannte Business Process Outsourcing (BPO).

### Giropay

Logo von Giropay

Gemeinsam mit der Postbank, der Star Finanz, und der GAD war die Fiducia Begründerin der giropay GmbH, Anbieter des gleichnamigen Online-Bezahlverfahrens. Die Fiducia war darüber hinaus, zusammen mit der GAD, für die technische und operative Umsetzung des Bezahlverfahrens bei den Genossenschaftsbanken zuständig.

### Printing und Mailing
Die Printing- und Mailing-Services der Fiducia umfassten individuelle Druck- und Kuvertierleistungen einschließlich Versand, elektronische Signatur, Archivierung und Rechnungseingangs-Verarbeitung.
- Datenübernahme per Internet, ISDN, Datenträger oder Standleitung
- Datenverarbeitung unter strengen Datenschutzmaßnahmen (Bankgeheimnis)
- Druck, Schnitt, Falzen, Kuvertieren von Rechnungsbelegen, Mahnschreiben, Lohn- und Gehaltsabrechnungen, Mailings
- Farbdruck von Beilegern
- Porto-Optimierung
- Versand durch Post-Dienstleister/Kurierdienste
- Interne Sendungsverfolgung
- Optional: gesetzeskonformer elektronischer Rechnungsversand mit elektronischer Signatur und Archivierung

Mit Stand 2013 betrieb die Fiducia für 1.500 Kunden
- 21 Drucksysteme mit einer Leistung von 12.000 Seiten pro Minute
- 13 Kuvertierstraßen mit einer Leistung von bis zu 53.000 Kuvertierungen pro Stunde

Im Jahr 2013 wurden rund 675 Mio. DIN-A4-Seiten gedruckt und 179 Mio. Briefe kuvertiert und versendet.

## Eingestellte Angebote

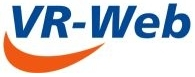
Logo von VR-Web

Logo von VR-Web Mail

Das Unternehmen war Betreiberin des Internetproviders VR-Web, der seinen Geschäftsbetrieb 2012 beendet hat.
Die Hauptzielgruppe waren Kunden und Mitarbeiter der Volks- und Raiffeisenbanken und anderer genossenschaftlicher Institutionen. VR-Web und VR-Web phone boten Internetzugänge und Festnetztelefonie an. Ab dem 1. Dezember 2010 war der Dienst jedoch nur noch für Bestandskunden nutzbar und am 30. November 2012 wurde der Geschäftsbetrieb endgültig eingestellt. Bestandskunden konnten ihre alten E-Mail-Adressen unter der Marke VR-Web Mail weiterverwenden, bis auch dieser Dienst zum 30. Juni 2016 eingestellt wurde.

## Sponsoring
Die Fiducia IT AG war Haupt- und Titelsponsor des Baden-Marathons. Außerdem sponsert das Unternehmen den Karlsruher SC seit der Saison 2005/2006 (seit 2010/2011 als Exklusiv-Partner) und die Open-Air-Veranstaltung „Klassik am Turm“.